# 孙讷市镇
孙讷市镇（瑞典語：Sunne kommun）是瑞典中西部韦姆兰省的一个市镇。其治所位于孙讷。